# Хойпль, Михаэль
Михаэль Хойпль (нем. Michael Häupl; род. 14 сентября 1949, Альтленгбах, округ Санкт-Пёльтен, Нижняя Австрия) — австрийский политик, бургомистр Вены c 7 ноября 1994 по 24 мая 2018 гг. Член Социал-демократической партии Австрии.

## Образование
Окончил Венский университет, где изучал зоологию. В 1975-83 годах работал в венском Музее естествознания. В 1975-78 также возглавлял Союз студентов-социалистов Австрии (молодёжную организацию СДПА).

## Политическая карьера
В 1983 году был избран в городской совет Вены, в 1988 году стал городским советником по спорту и окружающей среде. В 1993 году стал руководителем столичного отделения СДПА, а 7 ноября 1994 года он сменил популярного однопартийца Гельмута Цилька на посту бургомистра Вены. На муниципальных выборах 1996 года СДПА получила 43 места в городском совете из 100 (39,15 % голосов), на выборах 2001 года — 52 места (46,91 % голосов), а в 2005 году — 55 мест (49,09 % голосов). В 1996—2001 годах СДПА управляла городом совместно с Австрийской народной партией. На посту бургомистра Хойпль добился значительных успехов в области развития здравоохранения и экологии.
Хойпль является вице-президентом Лиги исторических городов, президентом Совета европейских муниципалитетов и регионов (англ.), а также попечителем футбольного клуба «Аустрия».

## Награды
- Большой крест I степени Почётного знака «За заслуги перед Австрийской Республикой» (2009)[5]
- Большой крест II степени Почётного знака «За заслуги перед Австрийской Республикой» (1998)[5]
- Кавалер Большого креста ордена «За заслуги перед Итальянской Республикой» (Италия, 2007)
- Командор ордена Заслуг перед Республикой Польша (Польша, 2011)[6]
- Большой крест ордена Белого льва (Чехия, 2017)[7]
- Гранд-офицер ордена Заслуг (Венгрия, 1998)[8]
- Орден Дружбы (Россия, 9 сентября 2009 года) — за вклад в развитие российско-австрийских дружественных отношений и межрегионального сотрудничества[9]
- Знак отличия «За заслуги перед Москвой» (4 июня 2007 года) — за большой вклад в укрепление дружбы и развитие взаимовыгодного сотрудничества между Москвой и Веной, многолетнюю плодотворную общественную деятельность[10].
- Почётный гражданин Вены (2019)[11]
- Медаль Карла Крамаржа (2016)